# 鈴木誠一 (小金井市長)
鈴木 誠一（すずき　せいいち、1911年（明治44年） - 没年不明）は、東京都小金井市長（3期）。

## 来歴・人物
東京府北多摩郡小金井村(小金井町を経て、現在の東京都小金井市)生まれ。1933年（昭和8年）日本大学法学部を卒業。教員生活を送り、その後は小金井町役場に入り、民生、総務の各課長を務めた。
1955年（昭和30年）小金井町長に初当選。在任中に小金井町は1958年（昭和33年）に市制施行した。
市制施行後は社会福祉協議会の発足、国鉄武蔵小金井駅北口広場の整備、公団小金井団地への入居開始、国鉄東小金井駅の開業などがあった。
市長は1967年（昭和42年）まで務めた。